# The Greatest Love of All (film, 1924)

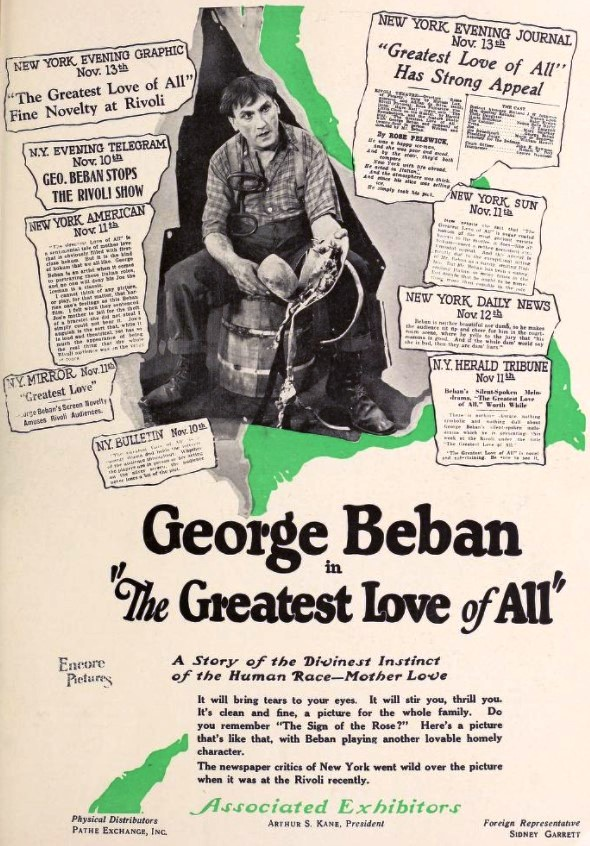
Annonce pour le film dans The Moving Picture World.

Pour l’article homonyme, voir The Greatest Love of All.
The Greatest Love of All est un film américain réalisé par George Beban, sorti en 1924.

## Fiche technique
- Réalisation : George Beban
- Scénario : George Beban
- Producteur : George Beban
- Production : George Beban Productions
- Distributeur : Associated Exhibitors
- Durée : 70 minutes
- Date de sortie : 10 novembre 1924

## Distribution
- George Beban : Joe, the iceman

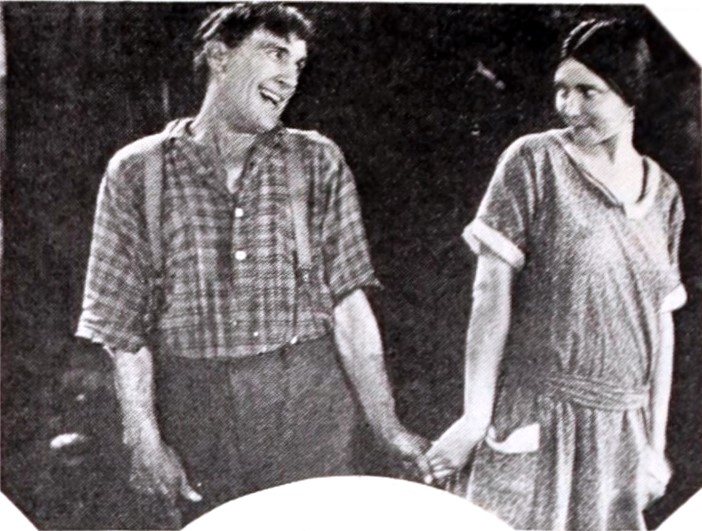
George Beban et une actrice non identifiée.

- Jack W. Johnston : District Attorney Kelland
- Wanda Lyon :	Mrs. Godfrey Kelland
- Baby Evelyn : Their daughter
- Nettie Belle Darby :	Marie Simpkin, the maid
- Orestes A. Zangrilli : The Cobbler
- Mary Skurkoy : Trina, his daughter
- Maria Di Benedetta : His 'Sweetheart'
- William Howatt :	Presiding Judge
- John Koch Newman : Attorney for the Defense
- George Humbert :	Interpreter
- Robert M. Doll : Court Officer